# Corte do Pinto
Corte do Pinto ist ein Ort und eine Gemeinde in der Region des Baixo Alentejo im Süden Portugals.
In der Gemeinde liegt das weitläufige Gelände des ehemaligen Bergwerks Mina de São Domingos, dessen Verladestelle liegt bereits außerhalb der Gemeinde, in der Ortschaft Pomarão am Rio Guadiana.

## Geschichte
Die Gemeinde liegt im Gebiet des Pyritgürtels der südiberischen Halbinsel. Ein Abbau des Minerals, bereits von den Phöniziern hier betrieben, ist hier spätestens mit den 1857 freigelegten Römischen Minen aus dem Jahr 397 n. Chr. belegt.
Seit dem 16. Jahrhundert ist die eigenständige Gemeinde Corte do Pinto vermerkt. Die bedeutendste Entwicklung erlebte die Gemeinde jedoch erst im 19. Jahrhundert, im Zusammenhang mit der neu einsetzenden Kupfergewinnung.
Das englische Unternehmen Mason & Barry Ltd. erwarb 1856 eine erste Konzession und begann ab 1858 mit dem Abbau von Pyrit. In den Folgejahren entstand eine Ortschaft rund um die Minen und Fabriken. Die Bevölkerung in der Gesamtgemeinde stieg in der Folge von etwa 500 im Jahr 1840 auf 6.557 im Jahr 1950. Danach sank die Produktion der Minen, und mit den zunehmenden wirtschaftlichen Problemen sank auch die Einwohnerzahl der Gemeinde. 1962 stellte die Fabrikanlage ihre Arbeit ein, und 1965 wurde schließlich die letzte Förderanlage geschlossen.

## Verwaltung
Corte do Pinto ist eine Gemeinde (Freguesia) im Landkreis (Concelho) von Mértola, im Distrikt Beja. Die Gemeinde hat eine Fläche von 71,5 km² und 735 Einwohner (Stand 19. April 2021). Dies entspricht einer Bevölkerungsdichte von 10,3 Einw./km².
Folgende Orte liegen im Gemeindegebiet:

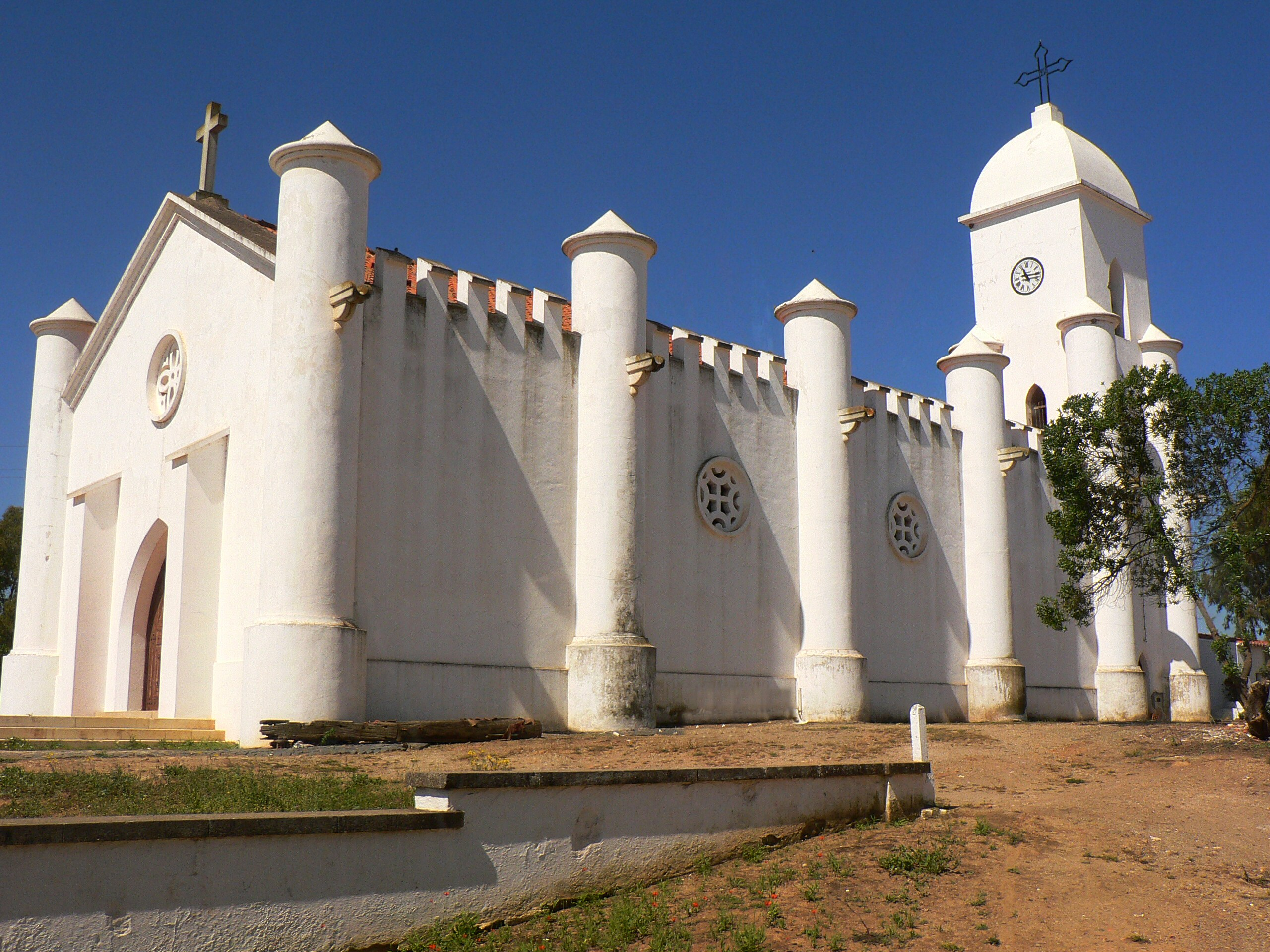
Die Kirche von Mina de São Domingos

- Corte Azinha
- Corte do Pinto
- Ilha
- Mina de São Domingos
- Monte Barba
- Monte do Sossego